# Kaan Kanak
Kaan Kanak (sinh 6 tháng 10 năm 1990) là một cầu thủ bóng đá Thổ Nhĩ Kỳ, đang chuyển nhượng tự do, thi đấu ở vị trí hậu vệ phải.

## Sự nghiệp quốc tế
Ngày 20 tháng 3 năm 2015, Kanak được chọn vào đội Thổ Nhĩ Kỳ để thi đấu với Luxembourg.